# Myrrhis maculata
Myrrhis maculata är en flockblommig växtart som beskrevs av Robert Sweet. Myrrhis maculata ingår i släktet spanskkörvlar, och familjen flockblommiga växter. Inga underarter finns listade i Catalogue of Life.